# Tondoroque
Tondoroque är en ort i Mexiko.   Den ligger i kommunen Bahía de Banderas och delstaten Nayarit, i den centrala delen av landet, 700 km väster om huvudstaden Mexico City. Tondoroque ligger 12 meter över havet och antalet invånare är 651.
Terrängen runt Tondoroque är platt åt sydost, men åt nordväst är den kuperad. Havet är nära Tondoroque åt sydväst. Runt Tondoroque är det tätbefolkat, med 319 invånare per kvadratkilometer. Närmaste större samhälle är Puerto Vallarta, 15,7 km söder om Tondoroque. 